# Manno Sbarri
Manno di Bastiano Sbarri (Firenze, 1536 – 1576) è stato un orafo italiano.

## Biografia
Fu allievo di Benvenuto Cellini e operò a Pisa e poi a Roma. 
Nel 1561 eseguì al famosa Cassetta Farnese, oggi al Museo di Capodimonte a Napoli.